# Apomys littoralis
Apomys littoralis är en däggdjursart som först beskrevs av Sanborn 1952.  Apomys littoralis ingår i släktet Apomys och familjen råttdjur. IUCN kategoriserar arten globalt som otillräckligt studerad. Inga underarter finns listade.
Denna gnagare förekommer i västra delen av ön Mindanao i Filippinerna. Arten lever i låglandet och möjligen även i medelhöga bergstrakter.